# スヌーピーの大冒険
『スヌーピーの大冒険』 (スヌーピーだいぼうけん)（原題：Snoopy Come Home）は、1972年からアメリカのアニメーション映画。ビル・メレンデス監督、チャールズ・M・シュルツ脚本と原作。
劇場公開時はチャーリー・ブラウン役の声優を野沢雅子が担当。CBS/FOXビデオF.E.K.K.（販売レーベルは松竹CBS/FOXビデオ）から発売されたソフト版では、チャーリー・ブラウン役の声優を古田信幸、ルーシー役を滝沢久美子が担当。他、テレビ放映版（放送局： TBS、NHK、カートゥーン ネットワーク）では、チャーリー・ブラウン役の声優を坂本千夏、ライナス役を横沢啓子、ルーシー役を渕崎ゆり子が担当していた。

## ストーリー
スヌーピーは最近ちょっとゴキゲンナナメ。それは海岸へ行っても、図書館に行っても、『犬はお断り!』の看板に出会うから。そんなスヌーピーのもとに1通の手紙が届く。『私は今 入院していますとてもさびしいの。会いに来て。 ライラ』前の飼い主ライラからの手紙を読んだスヌーピーは、チャーリーには何も告げず、病院めざして旅立ってしまった。残されたチャーリーは、ワケが分からない。そして自分に何か原因があるのではないか、と思い悩む。そんなチャーリーをよそに、スヌーピーとウッドストックの旅は案外楽しく、無事にライラとの再会を果たしたのだったが…
スヌーピー、チャーリーそしておなじみのメンバーが贈る、楽しくて、でもちょっぴりせつない物語。

## 声の出演
| キャラクター                 | 原語版                 | 日本語吹きかえ | 日本語吹きかえ | 日本語吹きかえ | 日本語吹きかえ |
| キャラクター                 | 原語版                 | 劇場公開版     | ソフト版1      | テレビ放送版   | 劇場公開版2    |
| ---------------------------- | ---------------------- | -------------- | -------------- | -------------- | -------------- |
| チャーリー・ブラウン         | チャド・ウェバー       | 野沢雅子       | 古田信幸       | 坂本千夏       | 松岡洋子       |
| スヌーピー                   | ビル・メレンデス       | 原語版流用     | 原語版流用     | 松本梨香       | 山崎唯         |
| ウッドストック               | ビル・メレンデス       | 原語版流用     | 原語版流用     | 原語版流用     | 田中真弓       |
| ルーシー・ヴァン・ペルト     | ロビン・コーン         | 平井道子       | 滝沢久美子     | 渕崎ゆり子     | 小宮和枝       |
| ライナス・ヴァン・ペルト     | スティーブン・シェア   | 太田淑子       | 堀内賢雄       | よこざわけい子 | 松島みのり     |
| シュローダー（シュレーダー） | デビッド・キャリー     | 松島みのり     | 小野健一       | 鈴木みえ       | 戸田恵子       |
| サリー・ブラウン             | ヒラリー・モンバーガー | 貴家堂子       | 神代知衣       | 山田妙子       | 及川ひとみ     |
| ライラ（リラ）               | ジョアンナ・ベール     | 増山江威子     | 吉田美保       | 三田ゆう子     | 大杉久美子     |
| クララ                       | リンダ・エルコリ       | 杉山佳寿子     | 木藤聡子       | 稀代桜子       | 堀絢子         |
| フリーダ                     | リンダ・メンデルソン   | 恵比寿まさ子   | 木藤聡子       | 池上麻里子     | 滝沢久美子     |
| ペパーミント・パティ         | クリス・デ・ファリア   | 丸山裕子       | 羽村京子       | 前田雅恵       | 山本圭子       |

## スタッフ
- 監督 - ビル・メレンデス
- プロデューサー - リー・メンデルソン、ビル・メレンデス
- 原作・脚本・製作 - チャールズ・M・シュルツ
- 音楽 - リチャード・M・シャーマン、ロバート・B・シャーマン
- 音楽編曲・指揮 - ドン・ラルケ
- 編集 - ロバート・T・ギリス、チャールズ・マッカン、ルディ・サモラ
- 原画 - エド・レヴィット、バーナード・グルーバー、エバート・ブラウン、ルース・キッサン、フランク・スミス、ディーン・スペル、エリー・ボガードゥス、アル・シーン、ドン・ラスク、フィル・ローマン、ロッド・スクリブナー、ビル・リトルジョン、ルディ・サモラ、サム・ジェイムズ、エメリー・ホーキンス、ボブ・カールソン、ジャック・ヴァウッセール 、 ジョーン・パビアン、ボブ・マッツ、アル・パビアン、ハンク・スミス、キャロル・バーンズ、ビバリー・ロビンズ、エレノア・ウォーレン、フェイス・コヴァレスキー、マノン・ウォーバーン、ジョイス・リー・マーシャル、グウェン・ドッツラー、ドーン・スミス、アデレ・レナート、ルー・ロバーズ、ジョアン・ランシング、 チャンドラ・パワーティス、セリーヌ・マイルス、カーラ・ウォッシュバーン
- ネガ編集 - アリス・キラー
- 撮影 - ディクソン／ヴァス
- リードボーカリスト - シェルビー・フリント、サーブル・ラベンズクロフト、ガイ・ポールマン、リンダ・エコリ、レイ・ポールマン、ドン・ラルケ
- 音楽録音・ミキサー - スタン・ロス (ゴールド・スター・レコーディング・スタジオ)
- 音声録音 - シド・ニコラス (ラジオ・レコーダー)
- 絵ダビング - ドン・ミンクラー (プロデューサース・サウンド・サービス)
- 制作担当 - ロバート・T・ギリス
- 制作進行 - キャロリン・クライン、サンディ・クラクストン、スーザン・シャイド
- 配給 - ナショナル・ジェネラル・ピクチャーズ
- 製作 - シネマ・センター・フィルムズ、リー・メンデルソン・フィルムズ、ソプウィズ・プロダクション、ユナイテッド・フィーチャー・シンジケーツ